# Damien Perquis (Fußballspieler, 1984)
Damien Perquis (* 10. April 1984 in Troyes, Frankreich) ist ein ehemaliger französischer Fußballspieler, der zusätzlich die polnische Staatsangehörigkeit erwarb. Er stand zuletzt bei Gazélec FC Ajaccio unter Vertrag und lief sowohl für die französische U21-Nationalmannschaft als auch für die polnische A-Nationalmannschaft auf.

## Karriere

### Vereine
Von 2003 bis 2005 spielte Perquis als Verteidiger bei ES Troyes AC in der Ligue 2, von 2005 bis 2007 bei AS Saint-Étienne in der Ligue 1. Ab 2008 war er Stammspieler beim FC Sochaux, von dem er im Sommer 2009 nach einer Saison auf Leihbasis fest verpflichtet wurde. Ende August 2012 wechselte er zum spanischen Erstligisten Betis Sevilla. Sein Vertrag lief bis Sommer 2016. Nach einigen Verletzungen und entsprechend wenigen Einsätzen wurde der Vertrag am 21. Januar 2015 aufgelöst und er war zunächst vereinslos. Ende Januar 2015 unterschrieb er einen Vertrag beim kanadischen MLS-Klub Toronto FC, mit dem er Kanadischer Meister 2016 wurde. Am 12. Juli 2016 wurde sein Vertrag aufgelöst. Zur Saison 2016/17 wechselte Perquis in die englische EFL Championship zu Nottingham Forest. Er erhielt einen Zweijahresvertrag.
Im Juli 2017 schloss er sich für drei Jahre Gazélec FC Ajaccio an.

### Nationalmannschaft

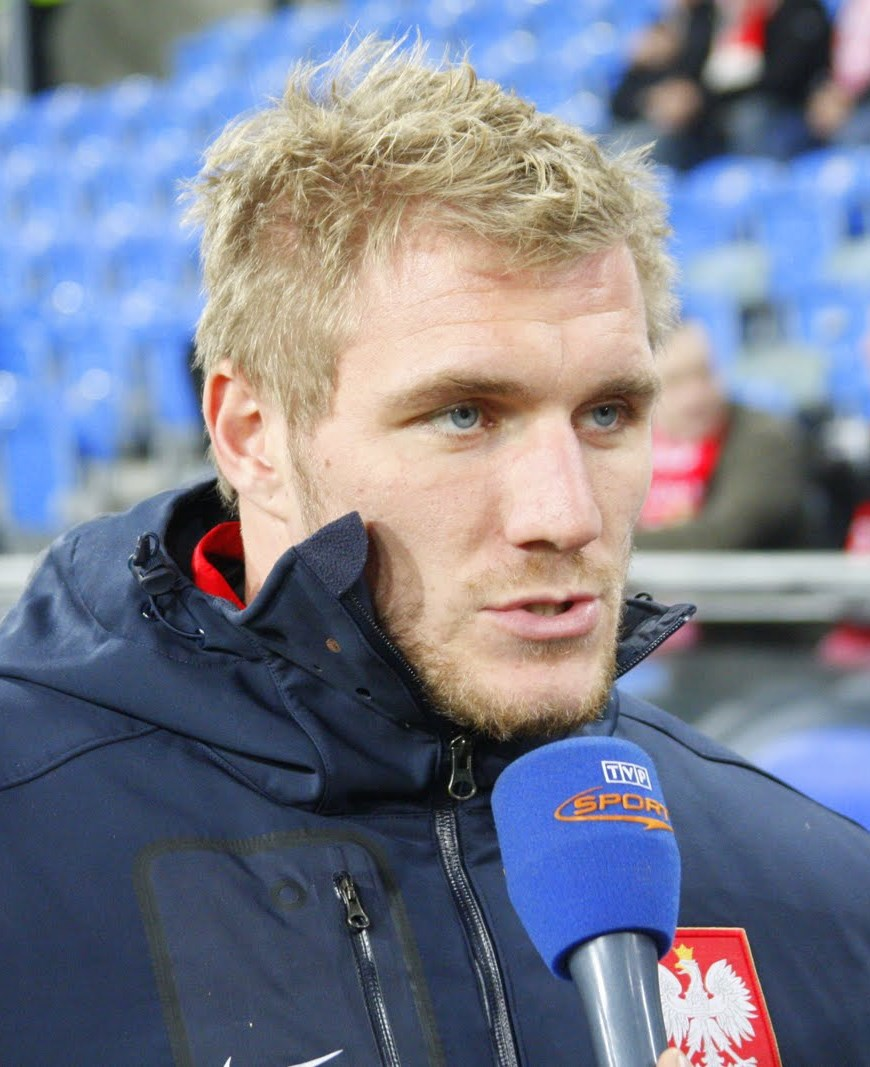
Perquis bei der polnischen Nationalmannschaft

Perquis spielte dreimal für die französische U-21-Auswahl. Als bekannt wurde, dass er über seine Großmutter auch Vorfahren aus Polen hat, machte ihm der polnische Nationaltrainer Franciszek Smuda das Angebot, für die Auswahl des nationalen Verbandes PZPN zu spielen. Er reichte daraufhin im Juli 2011 einen Antrag auf Feststellung der polnischen Staatsbürgerschaft ein, der aber von den Behörden wegen fehlender Dokumente zunächst abgelehnt wurde. Daraufhin verlieh ihm Staatspräsident Bronisław Komorowski die polnische Staatsbürgerschaft.
Am 6. September 2011 gab Perquis in einem Freundschaftsspiel gegen Deutschland sein Debüt für die polnische A-Nationalmannschaft. Am 26. Mai 2012 erzielte er im Freundschaftsspiel gegen die Slowakei in Klagenfurt mit dem 1:0-Siegtreffer sein erstes Tor, das er seiner polnischen Großmutter widmete. Anschließend gehörte er zum polnischen Kader bei der Fußball-Europameisterschaft 2012 und kam dabei in drei Gruppenspielen zum Einsatz. Er schied mit der Mannschaft nach zwei Unentschieden und einer Niederlage auf dem letzten Platz aus.
Perquis steht im Mittelpunkt eines Dokumentarfilmes des Regisseurs Marcin Koszałka über die EM 2012.

## Erfolge
- EM-Teilnahme 2012
- Kanadischer Meister 2016